# Monasterio de Tegher
El monasterio de Tegher (armenio: Տեղեր o Տեղերի Վանք; también Tegheri Vank) es un monasterio e iglesia armenio de principios del siglo XIII ubicado en las laderas sureste del monte Aragats, cerca del moderno pueblo de Tegher, y al otro lado del desfiladero del pueblo de Byurakan en la provincia de Aragatsotn en Armenia. 

Fue construido para la princesa Khatun (también conocida como Mamakhatun), esposa del príncipe Vache I Vachutian que había comprado el distrito de Aragatzotn a los hermanos Zakarian. El arquitecto Vardapet Aghbayrik diseñó Tegher y los monasterios de Saghmosavank y Hovhannavank durante el siglo XIII. El monasterio sobrevivió intacto durante una época en la que las invasiones mongolas plagaron las tierras. Las ruinas del pueblo de Tegher (Old Tegher), del siglo IX, se encuentran a poca distancia a pie del monasterio. Se pueden ver numerosos cimientos, junto con los restos de una capilla funeraria Tukh Manuk del siglo V. Cerca también se encuentra el cementerio medieval del siglo XIX con algunos mausoleos y khachkars.